# 清川村 (千葉県)
清川村（きよかわむら）は、千葉県君津郡（望陀郡）にかつて存在した村である。現在の木更津市の中部に位置している。

## 沿革
- 1889年（明治22年）4月1日 - 町村制施行により、椿村、笹子村、犬成村、中尾村、菅生村、祇園村、永井作村、長須賀村、伊豆島村、相里村が合併し、望陀郡清川村が発足。
- 1897年（明治30年）4月1日 - 望陀郡が統合されて君津郡となる。
- 1912年（大正元年）12月28日 - 千葉県営鉄道久留里線の木更津駅 - 久留里駅間の開業により清川駅が開業。
- 1923年（大正12年）9月1日 - 久留里線の国有化にともない清川駅を上総清川駅に改称。
- 1942年（昭和17年）11月3日 - 木更津町、巖根村、波岡村と合併し木更津市が成立。同日清川村廃止。

## 交通

### 鉄道
- 国鉄（現JR東日本）
  - 久留里線：上総清川駅

現在は村域内に祇園駅、東清川駅が存在するが、当村が存在した時期には開業していなかった。